# Sokwakhana Zazini
Sokwakhana Zazini (23 de enero de 2000) es un deportista de Sudáfrica que compite en atletismo. Ganó una medalla de oro en el Campeonato Mundial de Atletismo Sub-20 de 2018, en la prueba de 400 m vallas.